# Paulus Benyamin Korosh
Paulus Benyamin Korosh (ur. 24 czerwca 1968 w Ghala, Iran) – duchowny Asyryjskiego Kościoła Wschodu, od 2012 biskup Wschodnich Stanów Zjednoczonych.

## Życiorys
20 marca 2011 został mianowany archimandrytą i chorbiskupem. Sakrę biskupią otrzymał 27 maja 2012.